# Тайное и явное (Цели и деяния сионистов)
«Тайное и явное (Цели и деяния сионистов)» — советский полнометражный псевдодокументальный антисионистский антисемитский пропагандистский фильм, снятый в 1973 году на Центральной студии документальных фильмов (Москва). Подробно описывает роль «еврейских заговорщиков», по мнению создателей фильма, стоявших за всеми ключевыми событиями XX века.
В 2021 году в Российской Федерации внесён в Федеральный список экстремистских материалов (№ 5218).

## Создание
Дмитрий Жуков был писателем, публицистом и активистом «Русского клуба», в который входил ряд участников движения русских националистов, получившего известность как «русская партия». Он был участником «антисионистского кружка», существенной части «русской партии». Жуков стал известен среди участников «русской партии» преимущественно как автор сценария фильма «Тайное и явное». Режиссером фильма был Борис Карпов — другой посетитель «Русского клуба», в числе официальных консультантов — другие антисионистские авторы Евгений Евсеев, Лидия Моджорян, Драстамат Чальян.
Фильм был снят к 1973 году. По информации Сергея Семанова он создавался по заказу КГБ. Доктор искусствоведения Валерий Фомин выяснил, что фильм был заказан идеологическим отделом ЦК КПСС в «соответствии с рекомендациями об усилении идеологической борьбы с сионизмом» и контролировался в процессе создания. В ленте использована нацистская кинохроника. О важности фильма для заказчиков может свидетельствовать то обстоятельство, что авторам для получения материалов было разрешено выехать в три европейские столицы.
Государственная приёмка «Тайного и явного» была задержана на год Комитетом по кинематографии, предполагавшим неоднозначную реакцию на фильм. В течение этого времени Жуков и Карпов устраивали «технические» просмотры своим соратникам. В августе 1973 года один из операторов Центральной студии документальных фильмов, фронтовой знакомый Леонида Брежнева — Соломон Коган, написал ему письмо, в котором просил предотвратить выход антисемитского фильма. В августе-октябре 1973 года Комитет по кинематографии выдал свои соображения по переработке фильма, которые сделали из ленты «идеологическую жвачку», оставшуюся не замеченной общественностью.

## Содержание
Фильм начинается звуком выстрела и комментарием диктора: «Так еврейка Каплан пыталась убить Владимира Ильича Ленина». Затем показаны фрагменты картины Фёдора Бруни «Медный змий». После следуют кадры демонстрации в Лондоне у советского посольства. Голос за кадром сообщает о том, что «этот мелкий сионистский агент… вербовал и платил из сионистской казны 5 фунтов каждой из демонстранток». При этом использована запись демонстрации 1972 года против условий содержания в советской тюрьме беременной Людмилы Пруссаковой, жены Валентина Пруссакова. Демонстрация была вызвана колонкой Бернарда Левина в газете The Times, где сообщалось о состоянии Пруссаковой, и организована британскими актрисами Хэйли Миллс и Барбарой Оберман.
Документальные кадры входа немецких танков в советский город сопровождаются пояснением диктора: «Гитлера привёл к власти еврейский капитал». В фильме была отражена антисионистская точка зрения, преобладавшая в то время в советской идеологии. Фильм, в частности, обвиняет сионизм в сотрудничестве с нацистской Германией, в том числе в деле массового уничтожения евреев и коренных народов СССР. Отражается советская версия роли сионизма в ближневосточном конфликте. Фильм представляет деятельность сионистских организаций как подрывную, направленную против СССР и других стран. В фильме также отражено мнение о роли владельцев транснациональных корпораций в политике сионизма.
В фильме использованы киноматериалы Госфильмофонда СССР, Государственного архива кинофотодокументов СССР, Центрального телевидения СССР и зарубежной кинохроники.

## Оценки
Кинооператор-фронтовик Леонид Коган писал в письме на имя Леонида Брежнева, что «в фильме использованы кадры гитлеровских антисемитских кинокартин» и он формирует впечатление, что «сионизм и евреи — одно и то же». Коган назвал фильм «черносотенным» и выразил удивление, что такое произведение могло появиться в рамках студии ЦСДФ. Например, при рассказе о доме Ротшильда и других банкирских семьях (начиная с 6-й минуты) использована переведённая на русский язык графика из нацистского пропагандистского фильма «Вечный жид» (без атрибуции).
Председатель Госкино Филипп Ермаш написал, оценивая фильм: «При остром и доказательном разоблачении реакционной сущности международного сионизма фильм всё ещё содержит налёт антисемитизма, что совершенно недопустимо».
Кандидат искусствоведения, известный киновед и кинокритик Мирон Черненко писал, что «авторы и консультанты явно преступили некую грань, за которой государственный антисемитизм вступал в противоречие с так называемым „пролетарским интернационализмом“». Черненко называет фильм вершиной «оголтелой „антисионистской“, а на самом деле антисемитской пропаганды», развернувшейся в СССР после окончания Шестидневной войны.
Кандидат исторических наук Николай Митрохин расценил фильм как «псевдодокументальный» и связывает его с теорией заговора, согласно которой «сионисты» стоят за всеми ключевыми событиями XX века.
В Российской Федерации фильм внесён в Федеральный список экстремистских материалов (№ 5218) решением Сыктывкарского городского суда от 5 июля 2021 года.

## Создатели
- Режиссёр: Борис Карпов
- Сценарист: Дмитрий Жуков
- Оператор: А. Киселёв
- Диктор: Леонид Хмара

## Влияние
Беллетристическая версия связанных с фильмом событий описана в романе Игоря Минутко «Андропов. Бездна (Миф о Юрии Андропове)». В частности, в произведении утверждается, что к Юрию Андропову Дмитрий Жуков (отражённый в романе как С. Д. Жаковский) был приведён начальником Главпура Алексеем Епишевым.